# Dolichopeza (Megistomastix) darlingtoni
Dolichopeza (Megistomastix) darlingtoni is een tweevleugelige uit de familie langpootmuggen (Tipulidae). De soort komt voor in het Neotropisch gebied.